# Локк, Джон
Джон Локк (англ. John Locke; 29 августа 1632, Рингтон, Сомерсет, Англия — 28 октября 1704, Эссекс, Англия) — английский педагог и философ, представитель эмпиризма и либерализма.
Его идеи оказали огромное влияние на развитие эпистемологии и политической философии. Он широко признан как один из самых влиятельных мыслителей Просвещения и теоретиков либерализма. Письма Локка произвели воздействие на Вольтера и Руссо, многих шотландских мыслителей Просвещения и американских революционеров. Его влияние также отражено в американской Декларации независимости.
В своей социальной философии Локк разработал альтернативу идее естественного состояния Гоббса и представил в качестве своей собственной теории общественного договора, что правительство может быть легитимным только в том случае, если оно получает согласие управляемых и защищает естественные права жизни, свободы и собственности. Если такое согласие не было дано, граждане имели право на восстание.
Теоретические построения Локка отметили и более поздние философы, такие как Дэвид Юм и Иммануил Кант. Локк первым из мыслителей раскрыл личность через непрерывность сознания. Он также постулировал, что ум является «чистой доской», то есть, вопреки декартовской философии, Локк утверждал, что люди рождаются без врождённых идей и что знание вместо этого определено только опытом, полученным чувственным восприятием.

## Биография
Родился 29 августа 1632 года в небольшом городке Рингтон на северо-западе Англии, в графстве Сомерсет, близ Бристоля, в семье провинциального адвоката.
В 1646 году по рекомендации командира его отца (который во время гражданской войны был капитаном в парламентской армии Кромвеля) зачислен в Вестминстерскую школу (ведущее учебное заведение страны, по тем временам) В 1652 году Локк, один из лучших учеников школы, поступает в Оксфордский университет. В 1656 году получает степень бакалавра, а в 1658-м — магистра этого университета.
В 1667 году Локк принимает предложение лорда Эшли (впоследствии графа Шефтсбери) занять место домашнего врача и воспитателя его сына и затем активно приобщается к политической деятельности. Приступает к созданию «Посланий о веротерпимости» (опубликованы: 1-е — в 1689 году, 2-е и 3-е — в 1692 году (эти три — анонимно), 4-е — в 1706 году, уже после смерти Локка).
По поручению графа Шефтсбери Локк участвовал в составлении конституции и «Генерального плана развития» для провинции Каролина в Северной Америке («Fundamental Constitutions of Carolina»).
1668 год — Локка избирают членом Королевского общества, а в 1669 году — членом его Совета. Главными областями интересов Локка были естествознание, медицина, политика, экономика, педагогика, отношение государства к церкви, проблема веротерпимости и свобода совести.
1671 год — решает осуществить тщательное исследование познавательных способностей человеческого разума. Это был замысел главного труда учёного — «Опыта о человеческом разумении», над которым он работал 19 лет.
1672 и 1679 года — Локк получает различные видные должности в высших правительственных учреждениях Англии. Но карьера Локка напрямую зависела от взлётов и падений Шефтсбери. С конца 1675 года до середины 1679 года из-за ухудшения здоровья Локк находился во Франции.
В 1683 году Локк вслед за Шефтсбери эмигрирует в Голландию. В 1688—1689 годах наступила развязка, положившая конец скитаниям Локка. Совершилась Славная революция, Вильгельм III Оранский был провозглашён королём Англии. В 1688 году Локк возвращается на родину.
В 1690-х годах наряду с правительственной службой Локк вновь ведёт широкую научную и литературную деятельность. В 1690 году издаются «Опыт о человеческом разумении», «Два трактата о правлении», в 1693 году — «Мысли о воспитании», в 1695 году — «Разумность христианства».
28 октября 1704 года умер от астмы в загородном доме своей подруги леди Дэмерис Мэшем.

## Теория познания
Основой нашего познания является опыт, который состоит из единичных восприятий. Восприятия делятся на ощущения (действия предмета на наши органы чувств) и рефлексии. Идеи возникают в уме в результате абстрагирования восприятий. Принцип построения разума как «tabula rasa», на которой постепенно отражается информация от органов чувств. Принцип эмпирии: первичность ощущения перед разумом.
На философию Локка чрезвычайно сильное влияние оказал Декарт; учение Декарта о знании лежит в основе всех гносеологических взглядов Локка. Достоверное знание, учил Декарт, состоит в усмотрении разумом ясных и очевидных отношений между ясными и раздельными идеями; где разум через сравнение идей не усматривает таких отношений, там может быть только мнение, а не знание; достоверные истины получаются разумом непосредственно или через вывод из других истин, почему знание бывает интуитивным и дедуктивным; дедукция совершается не через силлогизм, а через приведение сравниваемых идей к такому пункту, посредством которого отношение между ними становится очевидным; дедуктивное знание, слагающееся из интуиции, вполне достоверно, но так как оно в то же время зависит в некоторых отношениях и от памяти, то оно менее надёжно, чем интуитивное знание. Во всем этом Локк вполне соглашается с Декартом; он принимает Декартово положение, что самая достоверная истина — это интуитивная истина нашего собственного существования.
В учении о субстанции Локк соглашается с Декартом в том, что явление немыслимо без субстанции, что субстанция обнаруживается в признаках, а не познаётся сама по себе; он возражает лишь против положения Декарта, что душа постоянно мыслит, что мышление есть основной признак души. Соглашаясь с Декартовым учением о происхождении истин, Локк расходится с Декартом в вопросе о происхождении идей. По мнению Локка, подробно развитому во второй книге «Опыта», все сложные идеи постепенно вырабатываются рассудком из простых идей, а простые происходят из внешнего или внутреннего опыта. В первой книге «Опыта» Локк подробно и критически объясняет, почему нельзя предположить иного источника идей, как внешний и внутренний опыт. Перечислив признаки, по которым идеи признаются врождёнными, он показывает, что эти признаки вовсе не доказывают врождённости. Так например, всеобщее признание не доказывает врождённости, если можно указать на иное объяснение факта всеобщего признания, да и самая всеобщность признания известного принципа сомнительна. Даже если допустить, что некоторые принципы открываются нашим разумом, то это вовсе не доказывает их врождённости. Локк вовсе не отрицает, однако, что наша познавательная деятельность определена известными законами, свойственными человеческому духу. Он признаёт вместе с Декартом два элемента познания — прирождённые начала и внешние данные; к первым относятся разум и воля. Разум есть способность, благодаря которой мы получаем и образовываем идеи, как простые, так и сложные, а также способность восприятия известных отношений между идеями.
Итак, Локк расходится с Декартом лишь в том, что признаёт вместо прирождённых потенций отдельных идей общие законы, приводящие разум к открытию достоверных истин, и затем не видит резкого различия между отвлечёнными и конкретными идеями. Если Декарт и Локк говорят о знании, по-видимому, различным языком, то причина этого заключается не в различии их воззрений, а в различии целей. Локк желал обратить внимание людей на опыт, а Декарта занимал более априорный элемент в человеческом знании.
Заметное, хотя и менее значительное влияние на воззрения Локка оказала психология Гоббса, у которого заимствован, например, порядок изложения «Опыта». Описывая процессы сравнения, Локк следует за Гоббсом; вместе с ним он утверждает, что отношения не принадлежат вещам, а составляют результат сравнения, что отношений бесчисленное множество, что более важные отношения суть тождество и различие, равенство и неравенство, сходство и несходство, смежность по пространству и времени, причина и действие. В трактате о языке, то есть в третьей книге «Опыта», Локк развивает мысли Гоббса. В учении о воле Локк находится в сильнейшей зависимости от Гоббса; вместе с последним он учит, что стремление к удовольствию есть единственное проходящее через всю нашу психическую жизнь и что понятие о добре и зле у различных людей совершенно различно. В учении о свободе воли Локк вместе с Гоббсом утверждает, что воля склоняется в сторону сильнейшего желания и что свобода есть сила, принадлежащая душе, а не воле.
Наконец, следует признать ещё и третье влияние на Локка, а именно влияние Ньютона. Итак, в Локке нельзя видеть самостоятельного и оригинального мыслителя; при всех крупных достоинствах его книги в ней есть некоторая двойственность и незаконченность, происходящая от того, что он находился под влиянием столь различных мыслителей; оттого-то и критика Локка во многих случаях (например, критика идеи субстанции и причинности) останавливается на полпути.
Общие принципы мировоззрения Локка сводились к следующему. Вечный, бесконечный, премудрый и благой Бог создал ограниченный по пространству и времени мир; мир отражает в себе бесконечные свойства Бога и представляет собой бесконечное разнообразие. В природе отдельных предметов и индивидуумов замечается величайшая постепенность; от самых несовершенных они переходят незаметным образом к наисовершеннейшему существу. Все эти существа находятся во взаимодействии; мир есть стройный космос, в котором каждое существо действует согласно своей природе и имеет своё определённое назначение. Назначение человека — познание и прославление Бога и благодаря этому — блаженство в этом и в ином мире.
Большая часть «Опыта» имеет теперь только историческое значение, хотя влияние Локка на позднейшую психологию несомненно. Хотя Локку как политическому писателю часто приходилось касаться вопросов нравственности, но специального трактата об этой отрасли философии у него нет. Мысли его о нравственности отличаются теми же свойствами, как и его психологические и гносеологические размышления: много здравого смысла, но нет истинной оригинальности и высоты. В письме к Молинэ (1696 год) Локк называет Евангелие таким превосходным трактатом морали, что можно извинить человеческий разум, если он не занимается исследованиями этого рода. «Добродетель», говорит Локк, «рассматриваемая как обязанность, есть не что иное как воля Бога, найденная естественным разумом; поэтому она имеет силу закона; что касается её содержания, то оно исключительно состоит в требовании делать добро себе и другим; напротив того, порок не представляет ничего иного, как стремление вредить себе и другим. Величайший порок — тот, который влечёт за собой наиболее пагубные последствия; поэтому всякие преступления против общества гораздо более важны, чем преступления против частного лица. Многие действия, которые были бы вполне невинными в состоянии одиночества, естественно оказываются порочными в общественном строе». В другом месте Локк говорит, что «человеку свойственно искать счастья и избегать страданий». Счастье состоит во всем том, что нравится и удовлетворяет дух, страдание — во всем том, что обеспокоивает, расстраивает и мучит дух. Предпочитать преходящее наслаждение наслаждению продолжительному, постоянному, значит быть врагом своего собственного счастья.

## Педагогические идеи
Был одним из основоположников эмпирико-сенсуалистической теории познания. Локк считал, что у человека нет врождённых идей. Он рождается будучи «чистой доской» и готовым воспринимать окружающий мир посредством своих чувств через внутренний опыт — рефлексию.
«Девять десятых людей делаются такими, какие они есть, только благодаря воспитанию». Важнейшие задачи воспитания: выработка характера, развитие воли, нравственное дисциплинирование. Цель воспитания — воспитание джентльмена, умеющего вести свои дела толково и предусмотрительно, предприимчивого человека, утончённого в обращении. Конечную цель воспитания Локк представлял в обеспечении здорового духа в здоровом теле («вот краткое, но полное описание счастливого состояния в этом мире»).
Разработал систему воспитания джентльмена, построенную на прагматизме и рационализме. Главная особенность системы — утилитаризм: каждый предмет должен готовить к жизни. Локк не отделяет обучения от воспитания нравственного и физического. Воспитание должно состоять в том, чтобы у воспитываемого слагались привычки физические и нравственные, привычки разума и воли. Цель физического воспитания состоит в том, чтобы из тела образовать орудие насколько возможно послушное духу; цель духовного воспитания и обучения состоит в том, чтобы создать дух прямой, который поступал бы во всех случаях сообразно с достоинством разумного существа. Локк настаивает на том, чтобы дети приучали себя к самонаблюдению, к самовоздержанию и к победе над собой.
Воспитание джентльмена включает (все составляющие воспитания должны быть взаимосвязаны):
- Физическое воспитание: способствует развитию здорового тела, выработки мужества и настойчивости. Укрепление здоровья, свежий воздух, простая пища, закаливание, строгий режим, упражнения, игры.
- Умственное воспитание должно подчиняться развитию характера, формирования образованного делового человека.
- Религиозное воспитание необходимо направлять не на приучения детей к обрядам, а на формирования любви и почтения к Богу как высшему существу.
- Нравственное воспитание — воспитать способность отказывать себе в удовольствиях, идти наперекор своим склонностям и неуклонно следовать советам разума. Выработка изящных манер, навыков галантного поведения.
- Трудовое воспитание заключается в овладении ремеслом (столярным, токарным). Труд предотвращает возможность вредной праздности.

Основной дидактический принцип — в обучении опираться на интерес и любознательность детей. Главным воспитательным средством являются пример и среда. Устойчивые положительные привычки воспитываются ласковыми словами и кроткими внушениями. Физические наказания применяются только в исключительных случаях дерзкого и систематического неповиновения. Развитие воли происходит через умение переносить трудности, чему способствуют физические упражнения и закаливание.
Содержание обучения: чтение, письмо, рисование, география, этика, история, хронология, бухгалтерия, родной язык, французский язык, латинский язык, арифметика, геометрия, астрономия, фехтование, верховая езда, танцы, нравственность, главнейшие части гражданского права, риторика, логика, натурфилософия, физика — вот что должен знать образованный человек. К этому следует присоединить знание какого-либо ремесла.

Философские, социально-политические и педагогические идеи Джона Локка составили целую эпоху в становлении педагогической науки. Его мысли были развиты и обогащены передовыми мыслителями Франции XVIII века, нашли продолжение в педагогической деятельности Иоганна Генриха Песталоцци и русских просветителей XVIII века, которые устами М. В. Ломоносова называли его в числе «премудрых человечества учителей».
Локк указывал на недостатки современной ему педагогической системы: например, он восставал против латинских речей и стихов, которые должны были сочинять ученики. Обучение должно быть наглядным, вещным, ясным, без школьной терминологии. Но Локк — не враг классических языков; он только противник системы их преподавания, практиковавшейся в его время. Вследствие некоторой сухости, свойственной Локку вообще, он не уделяет поэзии большого места в рекомендуемой им системе воспитания.
Некоторые воззрения Локка из «Мыслей о воспитании» заимствовал Руссо и в своём «Эмиле» довёл до крайних выводов.

## Политические идеи
- Естественное состояние — состояние полной свободы и равенства при распоряжении своим имуществом и своей жизнью. Это состояние мира и доброжелательности.
- Право на собственность является естественным правом; при этом под собственностью Локк понимал жизнь, свободу и имущество, в том числе, интеллектуальную собственность[8]. Свобода, по Локку, представляет собой свободу человека «располагать и распоряжаться, как ему угодно, своей личностью, своими действиями… и всей своей собственностью». Под свободой он понимал, в частности, право на свободу передвижения, на свободный труд и на его результаты.
- Свобода, поясняет Локк, существует там, где каждый признаётся «владельцем собственной личности». Право свободы, таким образом, означает то, что в праве на жизнь лишь подразумевалось, присутствовало в качестве глубинного его содержания. Право свободы отрицает всякое отношение личной зависимости (отношение раба и рабовладельца, крепостного и помещика, холопа и хозяина, патрона и клиента). Если право на жизнь по Локку запрещало рабство как экономическое отношение, даже библейское рабство он истолковывал только как право хозяина поручить рабу тяжёлую работу, а не право на жизнь и свободу, то право свободы, в конечном счёте, означает отрицание политического рабства, или деспотизма. Речь идёт о том, что в разумном обществе ни один человек не может быть невольником, вассалом или прислужником не только главы государства, но и самого государства или частного, государственного, даже собственного имущества (то есть, собственности в современном понимании, отличающемся от понимания Локка). Человек может служить только закону и справедливости[9].
- Сторонник конституционной монархии и теории общественного договора.
- Локк — теоретик гражданского общества и правового государства. Будучи одновременно сторонником монархии и республиканских идеалов, выступал за подотчётность короля и лордов закону.
- Первым предложил принцип разделения властей: на законодательную, исполнительную и федеративную. Федеративная власть занимается объявлением войны и мира, дипломатическими вопросами и участием в союзах и коалициях[10].
- Государство создано для гарантии естественного права (жизнь, свобода, имущество) и законов (мир и безопасность), оно не должно посягать на естественное право и на закон, должно быть организовано так, чтобы естественное право было надёжно гарантировано.
- Разрабатывал идеи демократической революции. Локк считал правомерным и необходимым восстание народа против тиранической власти, посягающей на естественные права и свободу народа.
- Несмотря на это, Локк был одним из крупнейших инвесторов британской работорговли своего времени. Он также дал философское обоснование отъятия земель колонистами у североамериканских индейцев. Его взгляды на экономическое рабство в современной научной литературе расцениваются как органическое продолжение антропологии Локка — как свидетельство её противоречивости[11][12][13].

Наиболее известен разработкой принципов демократической революции. «Право народа на восстание против тирании» наиболее последовательно развито Локком в работе «Размышления о славной революции 1688 года», которое написано с открыто высказанным намерением «утвердить престол великого восстановителя английской свободы, короля Вильгельма, вывести его права из воли народа и защитить пред светом английский народ за его новую революцию».

### Основы правового государства
Как политический писатель, Локк является основателем школы, стремящейся построить государство на начале личной свободы. Роберт Фильмер в своём «Патриархе» проповедовал неограниченность королевской власти, выводя её из патриархального начала; Локк восстаёт против этого взгляда и основывает происхождение государства на предположении обоюдного договора, заключённого с согласия всех граждан, причём они, отказываясь от права лично защищать своё достояние и наказывать нарушителей закона, предоставляют это государству. Правительство состоит из людей, избранных с общего согласия для наблюдения за точным соблюдением законов, установленных для сохранения общей свободы и благосостояния. При своём вступлении в государство человек подчиняется только этим законам, а не произволу и капризу неограниченной власти. Состояние деспотизма хуже, чем естественное состояние, потому что в последнем каждый может защищать своё право, а перед деспотом он не имеет этой свободы. Нарушение договора уполномочивает народ требовать обратно своё верховное право. Из этих основных положений последовательно выводится внутренняя форма государственного устройства. Государство получает власть:
1. Издавать законы, определяющие размер наказаний за различные преступления, то есть власть законодательную;
2. Наказывать преступления, совершаемые членами союза, то есть власть исполнительную;
3. Наказывать обиды, наносимые союзу внешними врагами, то есть право войны и мира[4].

Всё это, однако, даётся государству единственно для охранения достояния граждан. Законодательную власть Локк считает верховною, ибо она повелевает остальным. Она священна и неприкосновенна в руках тех лиц, кому вручена обществом, но не безгранична:
1. Она не имеет абсолютной, произвольной власти над жизнью и имуществом граждан. Это следует из того, что она облечена лишь теми правами, которые перенесены на неё каждым членом общества, а в естественном состоянии никто не имеет произвольной власти ни над собственной жизнью, ни над жизнью и имуществом других. Прирождённые человеку права ограничиваются тем, что необходимо для охранения себя и других; большего никто не может дать государственной власти.
2. Законодатель не может действовать путём частных и произвольных решений; он должен управлять единственно на основании постоянных законов, для всех одинаковых. Произвольная власть совершенно несовместна с существом гражданского общества, не только в монархии, но и при всяком другом образе правления.
3. Верховная власть не имеет права взять у кого бы то ни было часть его собственности без его согласия, так как люди соединяются в общества для охранения собственности, а последняя была бы в худшем состоянии, нежели прежде, если бы правительство могло распоряжаться ею произвольно. Поэтому правительство не имеет и права взимать подати без согласия большинства народа или его представителей.
4. Законодатель не может передавать свою власть в чужие руки; это право принадлежит одному только народу. Так как законодательство не требует постоянной деятельности, то в благоустроенных государствах оно вверяется собранию лиц, которые, сходясь, издают законы и затем, расходясь, подчиняются собственным своим постановлениям[4].

Исполнение, напротив, не может останавливаться; поэтому оно вручается постоянным органам. Последним большею частью предоставляется и союзная власть («federative power», то есть право войны и мира); хотя она существенно отличается от исполнительной, но так как обе действуют посредством одних и тех же общественных сил, то было бы неудобно установить для них разные органы. Король есть глава исполнительной и союзной власти. Он имеет известные прерогативы только для того, чтобы в непредвиденных законодательством случаях способствовать благу общества.
Локк считается основателем теории конституционализма, насколько она обусловливается различием и разделением властей законодательной и исполнительной.

### Государство и религия
В «Письма о веротерпимости» и в «Разумность христианства, каким оно представлено в Священном Писании» Локк пламенно проповедует идею терпимости. Он полагает, что сущность христианства заключается в вере в Мессию, которую апостолы ставят на первый план, с одинаковою ревностью требуя её от христиан из иудеев и из язычников. Отсюда Локк делает вывод, что не следует давать исключительное преимущество какой-нибудь одной церкви, потому что в вере в Мессию сходятся все христианские исповедания. Мусульмане, иудеи, язычники могут быть безукоризненно нравственными людьми, хотя эта нравственность и должна стоить им большего труда, чем верующим христианам. Самым решительным образом Локк настаивает на отделении церкви от государства. Государство, по мнению Локка, только тогда имеет право суда над совестью и верой своих подданных, когда религиозная община ведёт к безнравственным и преступным деяниям.
В проекте, написанном в 1688 году, Локк представил свой идеал истинной христианской общины, не смущаемой никакими мирскими отношениями и спорами об исповеданиях. И здесь он также принимает за основание религии откровение, но ставит непременной обязанностью терпимость ко всякому отступающему мнению. Способ богослужения предоставляется на выбор каждого. Исключение из изложенных взглядов Локк делает для католиков и атеистов. Католиков он не терпел за то, что они имеют своего главу в Риме и потому, как государство в государстве, опасны для общественного спокойствия и свободы. С атеистами он не мог примириться потому, что твёрдо держался понятия об откровении, отрицаемого теми, кто отрицает Бога.

## Важнейшие сочинения
- Письма о веротерпимости[англ.] (A Letter Concerning Toleration, 1689).
- Опыт о человеческом разумении (Essay Concerning Human Understanding, 1690).
- Второй трактат о гражданском правлении (The Second Treatise of Civil Government, 1690).
- Некоторые мысли о воспитании (Some Thoughts Concerning Education, 1693).
- Разумность христианства, каким оно представлено в Священном Писании (The reasonableness of Christianity, as delivered in the Scriptures, 1695)